# Federación Internacional de Libreros
La Federación Internacional de Libreros (IBF) es una federación que representa a los libreros a nivel internacional.

## Federación Internacional de Libreros
La Secretaría de la Federación Internacional de Libreros (IBF) se encuentra en Bruselas, Bélgica.

La Federación Internacional de Libreros permite la asociación directa de librerías. Las asociaciones nacionales de libreros son miembros de pleno derecho y las librerías son miembros asociados.